# Initiative populaire « pour le renforcement des droits populaires dans la politique étrangère »
L'initiative populaire « pour le renforcement des droits populaires dans la politique étrangère », sous-titrée « accords internationaux: la parole au peuple! » est une initiative populaire suisse, rejetée par le peuple et les cantons le 17 juin 2012.

## Contenu
L'initiative propose de modifier l'article 140a de la Constitution fédérale pour ajouter aux différents éléments soumis au vote du peuple et des cantons, tous les traités internationaux qui « entraînent une unification multilatérale du droit dans des domaines importants », délèguent des compétences nationales à des institutions étrangères ou entraînent des dépenses uniques de plus d'un milliard de francs.
Le texte complet de l'initiative peut être consulté sur le site de la Chancellerie fédérale.

## Déroulement

### Contexte historique
Lors de la révision complète de la Constitution en 1874, une proposition visant à étendre le droit de référendum aux traités internationaux avait été proposée mais finalement écartée. Cette question devait ensuite revenir sans succès à plusieurs reprises avant la fin du XIXe siècle, jusqu'aux vives réactions provoquées par la signature de la convention du Gothard qui aboutirent à l'acceptation, le 30 janvier 1921, de l'initiative populaire « Référendum facultatif en matière de traités internationaux » par .
Lors de la votation populaire du 9 février 2003, le peuple accepte une révision des droits populaires qui entraîne, entre autres, l'ajout des traités internationaux contenant « des dispositions importantes fixant des règles de droit ou dont la mise en œuvre exige l’adoption de lois fédérales » à la liste des objets soumis au référendum facultatif. Dans les années suivantes, plusieurs propositions parlementaires ont été soumises pour modifier les dispositions relatives au référendum en matière de traités internationaux, sans succès.

### Récolte des signatures et dépôt de l'initiative
La récolte des 100 000 signatures nécessaires par l'Action pour une Suisse indépendante et neutre a débuté le 4 mars 2008. Le 11 juillet 2009, l'initiative a été déposée à la chancellerie fédérale qui l'a déclarée valide le 1er septembre.

### Discussions et recommandations des autorités
Le Conseil fédéral et le parlement recommandent tous deux le rejet de cette initiative. Dans son message aux Chambres fédérales, le Conseil fédéral « reconnaît à l’initiative le mérite de vouloir étendre la participation du corps électoral en matière de politique internationale » tout en mettant en avant le manque de précision du texte ainsi que le risque de multiplication des votations et la limitation de la marge de manœuvre du gouvernement fédéral en politique internationale.
Lors de sa prise de position, le Conseil fédéral propose au Parlement d'opposer un contre-projet direct à cette initiative sous la forme d'une obligation constitutionnelle « de soumettre au référendum les traités internationaux d'importance constitutionnelle ». Cette proposition ne sera toutefois pas retenue par l'Assemble fédérale.
Les recommandations de vote des partis politiques sont les suivantes : 
| Parti politique              | Recommandation |
| ---------------------------- | -------------- |
| Parti bourgeois-démocratique | non            |
| Parti chrétien-social        | non            |
| Parti démocrate-chrétien     | non            |
| Parti socialiste             | non            |
| Vert'libéraux                | non            |
| Les Libéraux-Radicaux        | non            |
| Union démocratique du centre | oui            |
| Les Verts                    | non            |

### Votation
Soumise à la votation le 17 juin 2012, l'initiative est refusée par la totalité des 20 6/2 cantons et par 75,2 % des suffrages exprimés. Le tableau ci-dessous détaille les résultats par cantons pour ce vote :